# Яйцеварка
Яйцеварка — відносно новий побутовий прилад, що був винайдений для варіння курячих яєць.
Призначений виключно для приготування яєць. Принцип варіння яєць принципово відрізняється від варіння яєць в каструлі. У яйцеварці яйця готуються на парі, тому вони виходять ніжними, на відміну від приготованих у воді, коли через пори шкаралупи всередину яйця потрапляє кипляча вода, в результаті чого білок стає жорстким.
Потужність яйцеварок варіює від 400 до 280 Вт, це залежить від кількості місць для приготування яєць в яйцеварці. Максимальна кількість завантажуваних одночасно яєць — 7. Складається яйцеварка з ємності для води, підставки з гніздами для яєць, герметичної кришки, голки-пробійника, панелі управління, нагрівача води та ємності для приготування яєць без шкаралупи (яйця пашот). Ступінь готовності яєць задається на панелі управління. Якщо в моделі такої функції немає, тоді це визначається кількістю води, що заливається, про що завжди вказано в інструкції.

## Користування
Заливається потрібна кількість води, в підставку завантажуються яйця, в кожному з них робиться прокол голкою-пробійником (для того, щоб у процесі приготування не потріскалася шкаралупа яйця, і вміст не витік назовні), закривається кришка і встановлюється необхідний режим. Звуковий сигнал сповістить про готовність страви. Яйця виймаються і обдаються холодною водою.
Яйця-пашот в яйцеварці готуються в такий спосіб: у ємність для води наливається вода, лоток для яєць-пашот (передбачений не в кожній яйцеварці) змащується вершковим маслом, заповнюється яйцями без шкаралупи у чаші піддону. Закривається кришка, виставляється потрібний режим. Важливо — яйця повинні бути не старше 4 днів.
За допомогою сушки для овочів можна приготувати яєчню на пару, яка, безсумнівно, є корисною дієтичною стравою, враховуючи, що вона готується без олії.